# 北尾まどか
北尾 まどか（きたお まどか、1980年1月21日 - ）は、日本将棋連盟所属の女流棋士。東京都目黒区出身。西村一義九段門下。女流棋士番号49として日本将棋連盟所属、LPSA番号17として日本女子プロ将棋協会(LPSA)に所属、フリーを経て、女流棋士番号43として日本将棋連盟再所属。2023年引退。

## 棋歴
幼少時に父から将棋を教わる。本格的に将棋を始めたのは高校の時で、そこから1年余りでアマチュア二段程度になった。
1997年10月、17歳の時に女流育成会に入会。3年余りを経て2000年10月に女流2級としてデビューした。
2003年4月1日、女流初段に昇段。
2007年5月、LPSA（日本女子プロ将棋協会）に移籍。
2008年6月6日、1dayトーナメント（第13回）で優勝。その一方で教室事業や1dayトーナメントの企画・運営を担当し、2008年5月にLPSAの理事に就任して運営に携わった。
翌年の2009年6月1日、LPSAを退会。北尾は「フリーの女流棋士」としての現役続行を希望しており、日本将棋連盟にその旨を伝えた。これを受けた連盟は「女流棋士の対局権利について」と題した公式発表を6月10日付で行い、「フリーの女流棋士」の対局権利の確保についての方針を示した。
2009年9月から翌3月までNHK教育テレビでNHK将棋講座『先崎学のすぐわかる現代将棋』の聞き手を務めた。
2010年度の第37期女流名人位戦A級リーグに在籍。
日本将棋連盟においては2010年5月までに「客員棋士」の扱いとなる（日本将棋連盟「客員棋士」の肩書は北尾が唯一〈2024年末時点〉）。
2011年4月1日、日本将棋連盟の客員棋士であった北尾は、日本将棋連盟女流棋士会に再入会し、日本将棋連盟に復帰した。
2013年8月17日 第7期マイナビ女子オープンでアマチュアに勝利し、女流二段に昇段。
2023年4月1日、女流棋士引退規定により、参加進行中の公式戦対局終了をもって引退となることが明らかになり、同年7月10日の第3期女流順位戦（D級）の最終8回戦を以って引退となった。女流通算成績は110勝187敗（対局数297局、勝率0.3703）。
棋士の片上大輔と2006年に結婚したが、2014年頃に離婚。

## 普及活動
北尾は女流棋士として活動する一方で、普及活動には特に熱心に力をいれていて、LPSAを退会後の2010年1月20日に将棋普及のための会社である「株式会社ねこまど」を設立し、将棋教室やイベント開催などの普及活動を始める。とちぎ将棋まつりや2013年に開始以降年に数度行われる、女流棋士のイベントである「将棋対局～女流棋士の知と美～」では、ねこまどが企画として参加し、北尾自身も総合プロデューサーとして毎回出演している。
またLPSAに所属していた2008年に「どうぶつしょうぎ」のルールを考案。発売以来累計60万個を突破するヒット商品となり、さらに2010年にはそのどうぶつ将棋をベースに「ごろごろどうぶつしょうぎ」を監修、2012年にはどうぶつしょうぎよりもさらに駒の数の少ない「アンパンマンはじめてしょうぎ」を監修するなど、プロデューサーとして各地でどうぶつ将棋などのイベントを開催している。
一方で国内だけはなく、海外への普及活動も熱心で、年に数回欧米やアジア各地に普及活動のために出張している。中でも、2008年ごろからポーランド国内でインターネットを中心に将棋を始めていたカロリーナ・ステチェンスカを2011年の夏に日本に自宅に招待するなどし、その後も将棋の修行・世話をするなど研修会を経て2017年に女流棋士になる過程で極めて大きな役割を果たした。2019年2月7日に第1期ヒューリック杯清麗戦で事実上の師弟対決である北尾とカロリーナの対局が行われ、カロリーナが勝利し、対局後カロリーナは北尾に対して感謝の意を述べている。

## 棋風
- 得意戦法は居飛車穴熊、玉頭位取り。

## 昇段履歴
- 1997年10月00日 - 女流育成会入会
- 2000年10月01日 - 女流2級（2000年度前期 女流育成会 優勝） = 女流プロ入り[19][20]
- 2001年04月01日 - 女流1級（女流王位リーグ入り、女流通算5勝2敗）[21][22][23]
- 2003年04月01日 - 女流初段（年間13局指し分け〈7勝〉以上／2002年度 8勝4敗、女流通算18勝17敗）[24]
- 2013年08月17日 - 女流二段（勝数規定／女流初段昇段後公式戦60勝、女流通算79勝98敗）[25]
- 2023年07月10日 - 引退（女流通算110勝187敗）[26][27]

## 書籍

### 単行本
- 先崎学のすぐわかる現代将棋 (NHK将棋シリーズ)（2010年7月14日、NHK出版）先崎学との共著
- Joseki at a Glance (Glance Shogi Series)（2011年1月、ねこまど舎）週刊将棋「将棋・ひと目の定跡」英訳版、翻訳：川崎智秀
- どうぶつしょうぎQ 1キャッチと王手（2011年9月25日、幻冬舎）川崎智秀と共著、イラスト：藤田麻衣子
- Edge Attack at a Glance (Glance Shogi　Series) （2012年1月、ねこまど舎）週刊将棋「将棋・ひと目の端攻め」英訳版、翻訳：川崎智秀
- どうぶつしょうぎQ 2王手と詰み（2012年9月25日、幻冬舎）川崎智秀と共著、イラスト：藤田麻衣子
- Sabaki at a Glance (Glance Shogi　Series)（2013年1月、ねこまど舎）翻訳：川崎智秀
- THE BOOK OF DOBUTSUSHOGI（2013年1月、ねこまど舎）翻訳：川崎智秀
- やさしくてよくわかる！はじめての将棋レッスン（2018年5月15日、日本文芸社）

### 監修
- それでも歩は寄せてくる（週刊少年マガジン連載、原作：山本崇一朗）